# Caraibodesmus bruesi
Caraibodesmus bruesi är en mångfotingart som beskrevs av Chamberlin 1918. Caraibodesmus bruesi ingår i släktet Caraibodesmus och familjen Chelodesmidae. Inga underarter finns listade i Catalogue of Life.